# Jean-René de Verdun de La Crenne

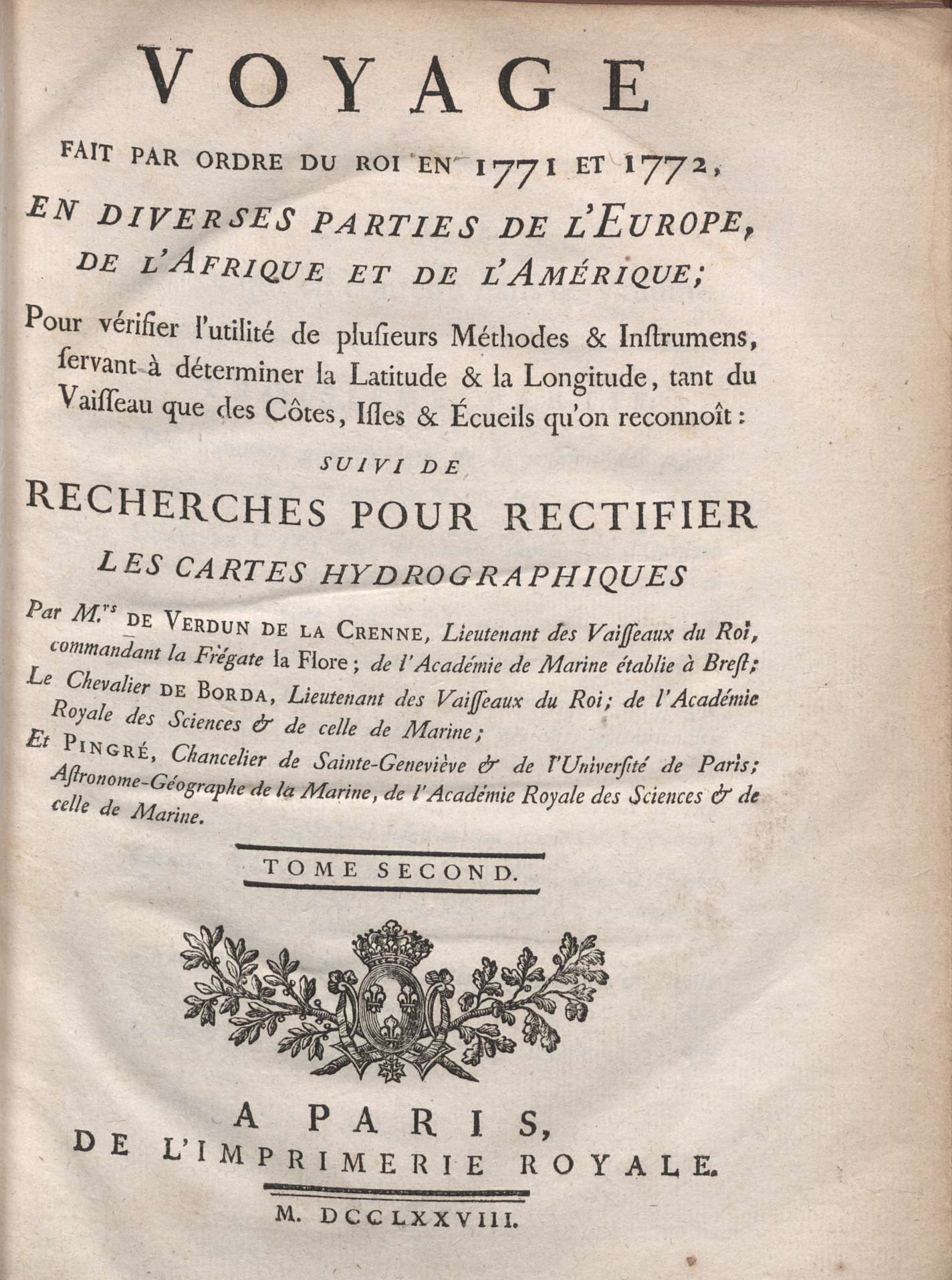
Voyage fait par ordre du roi en 1771 et 1772, en diverses parties de l'Europe, de l'Afrique et de l'Amérique. t. 2, 1778

Jean-René Antoine de Verdun marchese de la Crenne (Aucey-la-Plaine, 5 aprile 1741 – Versailles, 3 agosto 1805) è stato un militare e scienziato francese.

## Biografia
Ufficiale di marina, partecipò alla Guerra dei sette anni e alla guerra d'indipendenza americana. Nel 1771 fu a capo di una spedizione scientifica a bordo della fregata La Flore, di cui pubblicò un resoconto nella sua opera Voyage fait par ordre du roi en 1771 et 1772, en diverses parties de l'Europe, de l'Afrique et de l'Amérique. Concluse la sua carriera con il grado di ammiraglio e si ritirò nel 1791, durante la Rivoluzione francese.

## Opere
- (FR) Jean René Antoine de Verdun de La Crenne, Voyage fait par ordre du roi en 1771 et 1772, en diverses parties de l'Europe, de l'Afrique et de l'Amérique. 1, A Paris, Imprimerie Royale Paris, 1640-1792, 1778. URL consultato il 4 maggio 2016.
- (FR) Jean René Antoine de Verdun de La Crenne, Voyage fait par ordre du roi en 1771 et 1772, en diverses parties de l'Europe, de l'Afrique et de l'Amérique. 2, A Paris, Imprimerie Royale Paris, 1640-1792, 1778. URL consultato il 4 maggio 2016.